# 11911 Angel
11911 Angel eller 1992 LF är en asteroid i huvudbältet som upptäcktes den 4 juni 1992 av de båda amerikanska astronomerna Carolyn S. Shoemaker och David H. Levy vid Palomar-observatoriet. Den är uppkallad efter Roger Angel.
Asteroiden har en diameter på ungefär 27 kilometer.